# Schloss Clingen
Schloss Clingen ist ein Anwesen der Gemeinde Clingen im Kyffhäuserkreis in Thüringen.

## Lage
Die Burgstelle liegt in der Niederung der Helbe an der Stelle der späteren Domäne. Wegtrassen von Süd nach Nord und West nach Ost waren wohl Anlass der Anlage an der Westseite des Dorfes Clingen.

## Geschichte
Von der Burg an der Westseite des Ortes Clingen ist heute kaum noch etwas zu sehen. Der tiefe mit Wasser gefüllte Wallgraben ist noch erhalten. Daher besaß der Bau niedere Mauern und einen hohen Turm. Im Tor ist die Jahreszahl 1584 verewigt. Östlich diese Anlage steht ein zweigeschossiges Fachwerkgebäude, das 1542–1584 errichtet wurde.
In der Burg saß wahrscheinlich der 1227 erwähnte Reinhard von Greußen. Landgraf Albrecht beauftragte 1268 den Grafen Dietrich von Hohenstein, Burgen in dieser Gegend zu bauen, um das Land und die Bevölkerung zu schützen. Später diente das Anwesen einem Amtmann. 1356 erbten die Grafen von Schwarzburg Burg und Ort. 1552 ließen sie ein Schloss an anderer Stelle bauen. 1553 wurde der Bau eingestellt. Die alte Burg war noch gut erhalten, denn 1577/78 hielt Johann Günther I. hier noch Hof. Später wurden Teile der Burg abgetragen und das schlossähnliche Haus bezogen. In dem Haus ist heute die Gemeindeverwaltung untergebracht.